# پورت سنت مری
پورت سنت مری (به لاتین: Port St Mary) یک روستا در جزیره من است که در Rushen واقع شده‌است. پورت سنت مری ۱٬۹۵۷ نفر جمعیت دارد.